# Capilla de Nuestra Señora del Carmen (Petare)
Ubicada en la calle La Capilla del barrio El Campito, (sector de la populosa parroquia Petare, municipio Sucre, Estado Miranda), la Capilla Nuestra Señora del Carmen, alberga la sede del centro de evangelización del mencionado sector.
La patrona de este sector es la Virgen del Carmen y en su honor se dio el nombre a la Capilla. La Virgen del Carmen es una de las diversas advocaciones de la Virgen María. Además es patrona del Ejército de los Andes, patrona de Chile, es patrona del mar en España y de su Armada.
Esta advocación da nombre a todas aquellas personas que se llaman Carmen, Carmela o Carmelo, celebrando su onomástica el día de la fiesta de esta Virgen, el 16 de julio, fiesta en la cual se le impone el escapulario a sus fieles por primera vez y en algunos casos a aquellos fieles que ya les haya sido impuesto el escapulario con anterioridad pero que por diversas razones necesiten renovar su fe.
- Datos: Q5748255
- Multimedia: Capilla de Nuestra Señora del Carmen (Petare) / Q5748255